# En Vogue
En Vogue sono un girl group statunitense di genere R&B, soul e pop costituitosi nel 1989 e formato dai produttori discografici Denzil Foster e Thomas McElroy e composto da Terry Ellis, Cindy Herron, Maxine Jones e Dawn Robinson.
Del gruppo hanno fatto parte anche Amanda Cole, che ha sostituito la Jones nel 2002 e nel 2003, e Rhona Bennet, che ha sostituito la Robinson nel tra il 2003 e il 2005 e tra il 2006 e il 2008.
Il gruppo pubblicò il primo album, Born to Sing, nel 1990: l'album divenne un immediato successo conquistando il disco di platino e sfornando quattro singoli, tra cui il brano certificato platino Hold On, numero 1 nella classifica R&B e numero 2 nella Hot 100 statunitense. Nel 1992 il gruppo pubblica il secondo lavoro, Funky Divas, che supera il successo del primo e impone la girlband come artiste di punta nel panorama musicale contemporaneo: Funky Divas ottenne tre dischi di platino e produsse quattro singoli di successo che entrarono tutti nella top20 statunitense. In seguito al successo del secondo disco le En Vogue collaborarono con le Salt-n-Pepa per il singolo Whatta Man, che raggiunse la vetta della classifica R&B di Billboard e la terza posizione della Hot 100, e parteciparono a diverse colonne sonore: tra queste la più memorabile fu quella per il film Set it Off, per cui incisero il brano Don't Let Go (Love), altro singolo di successo che fu certificato disco di platino e arrivò fino alla seconda posizione della classifica statunitense. Dawn Robinson lasciò il gruppo a causa di problemi con l'etichetta discografica, e il gruppo pubblicò il terzo album, EV3 nel 1997. Anche quest'album ottenne il disco di platino dalla RIAA. Negli anni seguenti le En Vogue subirono ulteriori cambiamenti, fino a ricostituire la formazione originale alla fine degli anni 2000.
Le En Vogue sono entrate nella storia di MTV come il gruppo femminile ad aver vinto il maggior numero di "moonman" agli MTV Video Music Awards, con un totale di sette. Inoltre il gruppo ha vinto quattro Soul Train Music Award, sei American Music Award e ha ottenuto sette nomination ai Grammy Awards.

## Storia

### Inizi e formazione (1988-1989)
Nel 1988 il duo di produttori costituito da Denzil Foster e Thomas Mc Elroy decise di creare un trio femminile R&B seguendo lo stile dei trii femminili in voga negli anni cinquanta/sessanta. L'intenzione era quella di reclutare ottime cantanti dal bell'aspetto ma che possedessero anche stile e intelligenza. Le audizioni iniziarono nel 1988, e inizialmente furono selezionate Cindy Herron, Maxine Jones e Dawn Robinson per comporre il trio. Ma dopo aver assistito all'audizione di Terry Ellis il duo di produttori decise di creare un quartetto. Così nel 1989 la band fu formata e le ragazze iniziarono a lavorare con i loro talent scout alla produzione del primo album.

### Il successo dei primi dischi: l'ascesa delleFunky Divas(1990-1995)
La registrazione del primo album fu terminata nel 1989, e l'album fu pubblicato il 3 aprile 1990 con il titolo Born to Sing. Il disco fu supportato e anticipato dalla pubblicazione del primo singolo, Hold On, che raggiunse la prima posizione della classifica R&B di Billboard e la seconda della classifica pop negli Stati Uniti. Il singolo vendette più di un milione di copie ottenendo il disco di platino, e fu seguito da altri due singoli al numero 1 nella classifica R&B, Lies e You Don't Have to Worry. Il successo dei singoli permise all'album di diventare disco di platino il 22 ottobre 1990 e di ottenere una nomination ai Grammy Awards del 1991 come "Miglior Performance R&B eseguita da un Gruppo o un Duo". Il primo singolo Hold On ricevette un premio ai Billboard Music Awards e uno ai Soul Train Music Awards, oltre ad avere successo anche in Nuova Zelanda e Regno Unito, raggiungendo la top5 della classifica dei singoli in entrambi i paesi. La fama acquistata grazie al successo dell'album e dei singoli elevò il quartetto allo status di superstar, tanto da ottenere un contratto con la CocaCola che permise loro di girare uno spot per la Diet Coke girato dal regista cinematografico Spike Lee.
Il secondo album del gruppo, Funky Divas, consacrò definitivamente la band nell'industria musicale. Uscito nella primavera del 1992, l'album debuttò al numero 1 della classifica R&B e al numero 8 della Billboard 200, superando i risultati del primo album con oltre tre milioni di copie vendute negli Stati Uniti. Anche nel Regno Unito l'album superò il successo del precedente, riuscendo ad ottenere il disco d'oro con oltre 100 000 copie vendute. L'album vendette 100 000 copie anche in Canada, riuscendo ad ottenere il disco di platino. Il primo singolo dell'album, My Lovin' (You're Never Gonna Get It), divenne un successo internazionale e la quarta numero 1 per il gruppo nella classifica R&B statunitense; inoltre raggiunse la seconda posizione della Hot 100 e venne nominato da Billboard il settimo singolo di maggior successo del 1992. Il brano venne nominato ai Grammy come "Miglior Canzone R&B" e vinse un premio agli MTV Video Music Awards, dove ottenne sei nomination.
My Lovin' (You're Never Gonna Get It) fu seguito da altri quattro singoli che entrarono nella top40, tra cui una cover di Something He Can Feel di Aretha Franklin che divenne la loro quinta numero 1 nella classifica R&B ed entrò nella top10 della Hot 100, e Free Your Mind, altra top10 hit nella Hot 100, nominato ai Grammy come "Miglior Performance Rock di un Gruppo o un Duo" e "Miglior Video" e premiato agli MTV Video Music Awards del 1993 in due categorie, tra cui "Miglior Video R&B". Ai Soul Train Music Awards del 1993 il gruppo fu onorato col prestigioso premio "Sammy Davis, Jr. Entertainer of the Year award", conferito all'artista più importante dell'anno. Le En Vogue aprirono nel 1993 i concerti del tour mondiale di Luther Vandross, sebbene sia il gruppo che Vandross dichiararono successivamente di aver avuto notevoli incomprensioni durante il tour e che non avrebbero più lavorato insieme.
Nel 1993 fu pubblicato l'EP Runaway Love che contiene la title track, alcuni remix dei singoli tratti da Funky Divas, e la collaborazione con il gruppo femminile rap Salt-n-Pepa, Whatta Man. Questo brano fu pubblicato come singolo per promuovere il quarto album del trio rap, Very Necessary, ed ebbe un ottimo successo: arrivò al numero 3 sia della classifica R&B che della Hot 100, ottenne una nomination ai Grammy e vinse agli MTV Video Music Awards. L'anno successivo collaborarono con molte altre artiste afro-americane, tra cui Aaliyah, Mary J. Blige, Monica e le TLC, per l'incisione del singolo Freedom (Theme from Panther), brano incluso nella colonna sonora del film Panther del 1995.

### La seconda parte degli anni novanta
Nel 1996 il gruppo ha inciso un brano per la colonna sonora del film Set It Off - Farsi notare, Don't Let Go (Love), pubblicato come singolo per promuovere la colonna sonora. La canzone si è trasformata in uno dei successi più grandi del gruppo e del 1996, e ha ottenuto il disco di platino . In seguito al successo riscosso con il singolo, il gruppo è tornato in studio con lo scopo di registrare nuovi pezzi per il loro terzo album. Nel 1997, a un passo dalla fine del lavoro, Dawn Robinson ha deciso di lasciare il gruppo a causa di problematiche relative al suo contratto discografico , e così le tre restanti si sono rimesse all'opera per sostituite vocalmente l'ex membro laddove era presente come solista, e hanno pubblicato il terzo album del gruppo, EV3.

### Anni duemila
Nel 2000 il trio ha pubblicato Masterpiece Theatre, un album di cover di note canzoni rielaborate in chiave R&B. A causa delle scarse vendite dell'album, il gruppo è stato licenziato dall'Elektra Records. Nel 2001 Maxine Jones ha lasciato il gruppo per potersi dedicare alla sua famiglia, ed è stata sostituita da Amanda Cole, con la quale il gruppo ha pubblicato un album natalizio, The Gift of Christmas. Poco dopo anche la Cole ha abbandonato il gruppo, e al suo posto è sopraggiunta Rhona Bennett, ex compagna di Rodney "Darkchild" Jerkins. Con Bennett il gruppo ha pubblicato Soul Flower, il loro quarto album di inediti, e poco dopo l'uscita del disco Maxine Jones è rientrata nel gruppo, riportando la band alla formazione di un quartetto. Nel 2005 Dawn Robinson è tornata nel gruppo sostituento Bennett, e così le En Vogue nella loro formazione originale sono riapparse in una serata speciale di VH1 dedicata all'Hip hop, esibendosi con le Salt'n'Pepa nella hit Whattaman.
Dopo aver collaborato con Prince per la canzone So What the Fuss, inserita nell'album A Time to Love di Stevie Wonder, e con Natalia in Glamorous, del 2007, tratta dal disco Everything and More, il gruppo si è esibito ai BET Awards del 2008 insieme ad Alicia Keys, le SWV e le TLC in una performance, organizzata dalla Keys, dedicata ai gruppi femminili R&B di successo degli anni novanta. In questa occasione il gruppo ha rispolverato il loro primissimo successo, Hold On.
Il 6 aprile 2018 esce il nuovo album di inediti intitolato "Electric Cafe" e preceduto dal singolo "Rocket".
Agli inizi del 2022 le En Vogue partecipano al brano e video "Bring back the time" dei New Kids On The Block assieme Salt-N-Pepa e Rick Astley

## Discografia

### Album
- 1990 - Born to Sing
- 1992 - Funky Divas
- 1997 - EV3
- 2000 - Masterpiece Theatre
- 2002 - The Gift of Christmas
- 2004 - Soul Flower
- 2018 - Electric Cafe

#### Raccolte
- 1998 - The Best of En Vogue

### EP
- 1991 - Remix to Sing
- 1994 - Runaway Love

### Singoli
- 1990 - Hold On
- 1990 - Lies
- 1991 - You Don't Have to Worry
- 1991 - Don't Go
- 1992 - My Lovin' (You're Never Gonna Get It)
- 1992 - Giving Him Something He Can Feel
- 1992 - Yesterday
- 1992 - Free Your Mind
- 1992 - Give It Up Turn It Loose
- 1993 - Love Don't Love You
- 1993 - Runaway Love
- 1994 - Whatta Man (feat. Salt-n-Pepa)
- 1995 - Freedom (Theme from Panther) (En Vogue feat. Aaliyah, Mary J. Blige e TLC)
- 1996 - Don't Let Go (Love)
- 1997 - Whatever
- 1997 - Too Gone, Too Long
- 1998 - No Fool No More
- 2000 - Riddle
- 2002 - Free Your Mind (En Vogue feat. Sub7even)
- 2004 - Loosin' My Mind
- 2004 - Ooh Boy
- 2005 - So What the Fuss (En Vogue feat. Stevie Wonder e Prince)
- 2007 - Glamorous (En Vogue feat. Natalia)
- 2018 - Rocket

## Filmografia

### Cinema
- Il principe cerca figlio (Coming 2 America), regia di Craig Brewer (2021)